# Euproctis pusilla
Euproctis pusilla är en fjärilsart som beskrevs av Moore 1883. Euproctis pusilla ingår i släktet Euproctis och familjen tofsspinnare. Inga underarter finns listade i Catalogue of Life.